# Sphaerotheca
Sphaerotheca – rodzaj płazów bezogonowych z podrodziny Dicroglossinae w rodzinie Dicroglossidae.

## Zasięg występowania
Rodzaj obejmuje gatunki występujące w Pakistanie, Indiach, Nepalu i Sri Lance; w środkowej Mjanmie i prawdopodobnie w Bangladeszu.

## Systematyka

### Etymologia
Sphaerotheca: σφαιρος sphairos „kula, glob”; θηκη thēkē „grób” (tj. czaszka).

### Podział systematyczny
Do rodzaju należą następujące gatunki:
- Sphaerotheca bengaluru Deepak, Dinesh, Ohler, Shanker, Channakeshavamurthy & Ashadevi, 2020
- Sphaerotheca breviceps (Schneider, 1799)
- Sphaerotheca dobsonii (Boulenger, 1882)
- Sphaerotheca leucorhynchus (Rao, 1937)
- Sphaerotheca maskeyi (Schleich & Anders, 1998)
- Sphaerotheca pluvialis (Jerdon, 1853)
- Sphaerotheca rolandae (Dubois, 1983)
- Sphaerotheca strachani (Murray, 1884)